# 哈日扎日格庙
哈日扎日格庙，赐名保善寺，蒙古名“赛音泰伊波格其苏莫”，藏语名“热希却早德令”，位于内蒙古自治区鄂尔多斯市杭锦旗锡尼镇扎日格嘎查，是一座藏传佛教格鲁派寺院。

## 简介
哈日扎日格庙始建于清朝雍正十三年（1735年）。光绪三十三年（1907年），经章嘉呼图克图禀报理藩院，清廷赐名“保善寺”，并颁发度牒。
该寺有49间藏式二层大经堂，20间释迦牟尼殿，25间藏式密宗殿，15间四合院式药师殿，9间经学院，6间宗喀巴殿，12间五大神殿，30间辨经广场，另有大佛塔2座、小佛塔18座、沙布隆喇嘛府邸19间、班智智活佛府邸19间、扎日格庙活佛府邸32间、章嘉活佛府邸60余间、喇嘛住房300余间。哈日扎日格庙设有时轮学院、经学院、密宗学院三个扎仓。
农历六月二十九日，该寺跳大查玛舞。鄂托克旗、乌审旗、扎萨克旗、郡王旗、杭锦旗的牧民及外省各县民众纷纷前来观看，并开展物资交易。该寺有葛根两名、沙布隆一名、度牒大喇嘛一名、度牒大管一名、总管4名、掌堂师4名、领经师4名。中华人民共和国成立前，该寺有140余名喇嘛。该寺的属庙有胡柱庙、阿麻其日格庙、查干苏布日嘎庙、巴尔苏海庙、查干扎日格庙等6座领属庙。
文化大革命中，该寺的殿堂遭到破坏。1985年，该寺被指定为杭锦旗藏传佛教活动点之一。